# Тилманис, Освальдс Фрицевич
Освальдс Фрицевич Тилманис (латыш. Osvalds Tīlmanis, 26 октября 1900 года, хутор Егери, ныне Шкибская волость, Латвия — 21 мая 1980 года) — латвийский и советский архитектор. Заслуженный деятель искусств Латвийской ССР (1955). Главный архитектор Риги с 1934 по 1950 и с 1956 по 1958 год. Председатель правления Союза архитекторов Латвийской ССР (1959—1965). Член-корреспондент Академии строительства и архитектуры СССР (1957).

## Биография
Учился в средней школе в Елгаве, окончил гимназию в Тарту.
Принял участие в борьбе за независимость Латвии.
Учился на архитектурном факультете Латвийского университета (1921—1927) у Э. Лаубе. По окончании университета (1927) работал в Риге.
Получил первый приз за создание музея под открытым небом.
Главный архитектор Риги (1934—1950, 1956—1958), главный архитектор института «Латгипрогорстрой» (1950—1956).
Преподавал в Рижском политехническом институте (с 1958, заведующий кафедрой архитектуры (1958—1969); профессор с 1960).

## Известные работы

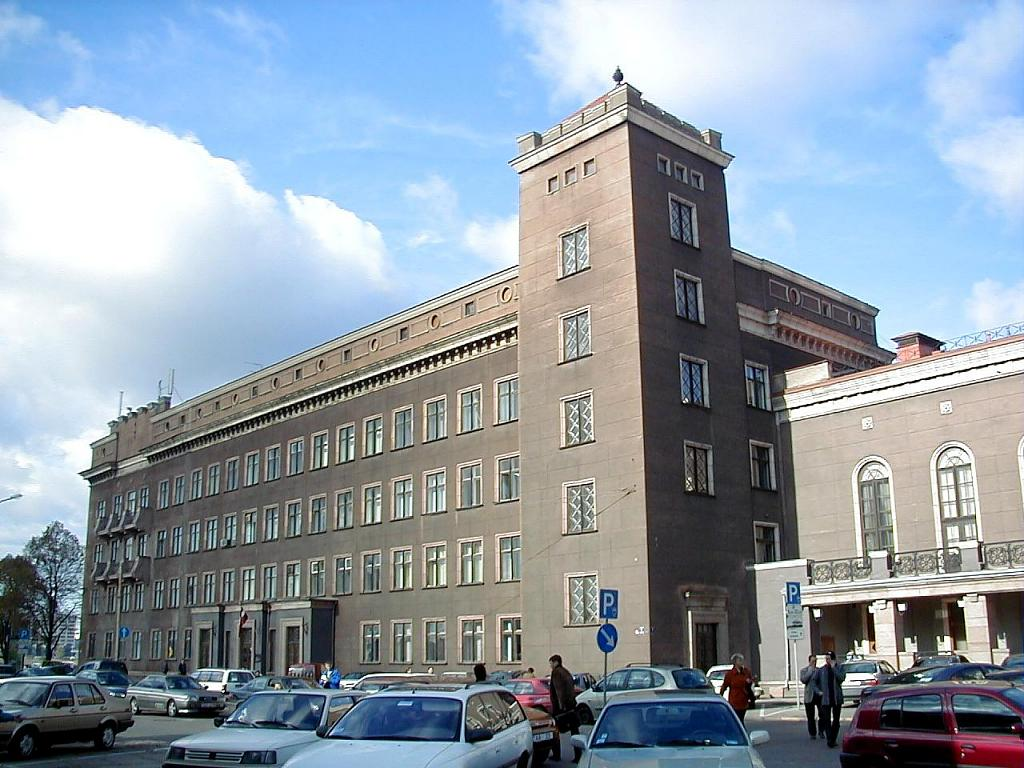
Рижский политехнический институт

Улица Яня Асара, д. 15

- Жилые дома на улице Яня Асара, 15 (1929—1930), на площади Латышских Красных Стрелков (окончено в 1958), на улице Калькю (д. 2, 1957), на улице Грециниеку (д. 11, 1963);
- Высотное здание АН Латвийской ССР (с соавторами: 1950—1957)[1];
- Рижский политехнический институт (1956—1958);
- Рижский крематорий (соавт. Сергей Антонов, 1938; окончен постройкой в 1995 году);
- Восстановление и планировка центра Елгавы (проект — 1947; с соавторами).

## Награды и звания
- Орден «Знак Почёта» (1965)
- Заслуженный деятель искусств Латвийской ССР

## Память
- В 2009 году в честь Освальда Тилманиса названа улица в Риге[2].